# Hannover City 2020 +

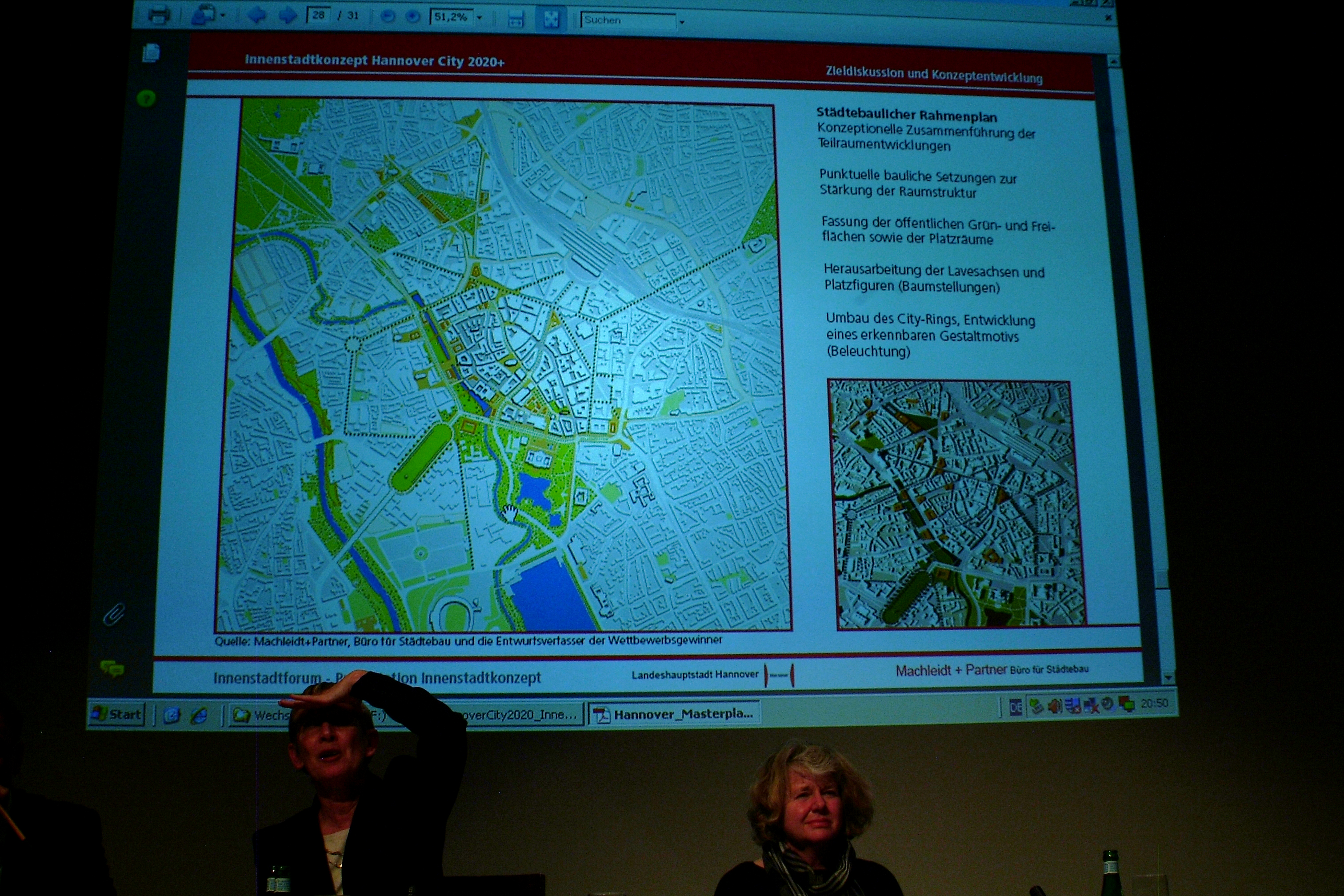
Öffentliche Diskussion vor einer Plan-Projektion im Sprengel Museum Hannover

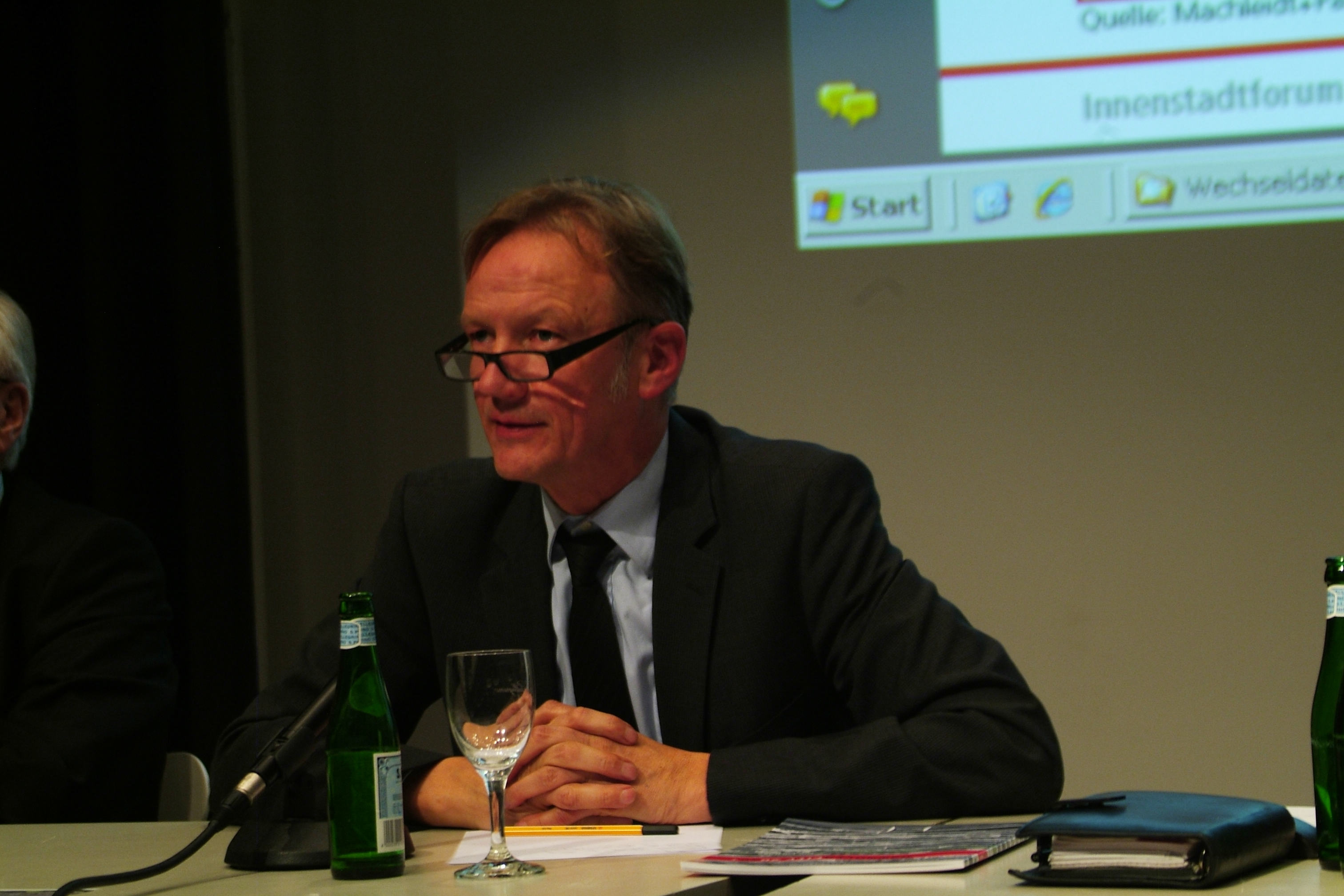
Podiumsdiskussion zum Thema im Jahre 2010 mit dem hannoverschen Stadtbaurat Uwe Bodemann

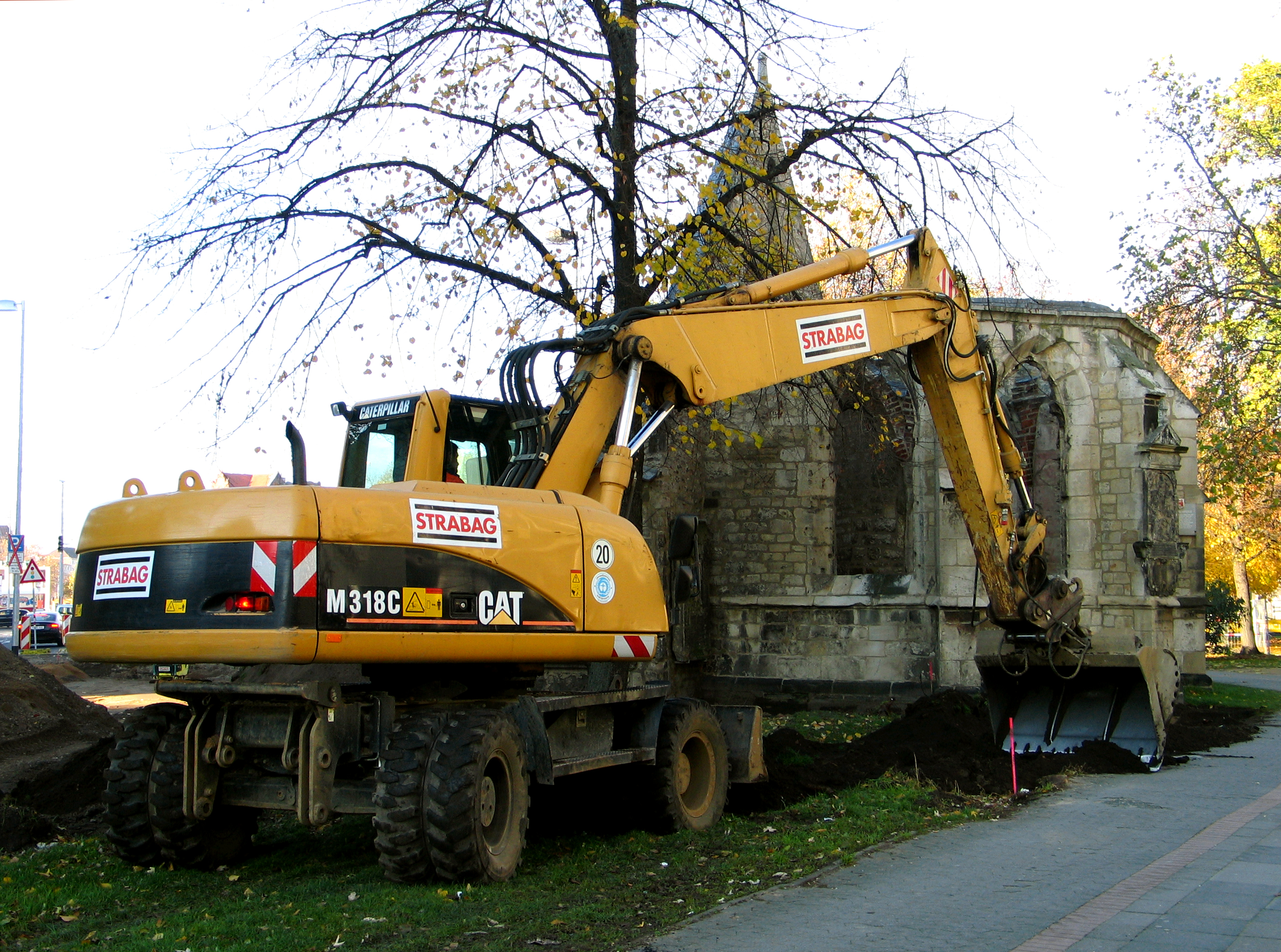
Umgestaltung des Alten St. Nikolai Friedhofes im Jahre 2012 beim ältesten Gebäude der Stadt, der Nikolaikapelle

Hannover City 2020 + ist ein stadtplanerisches Umgestaltungsprojekt für öffentliche Plätze und Räume in der Innenstadt von Hannover, das 2007 einsetzte und bis etwa zum Jahre 2025 ausgelegt ist. Es handelt sich um ein Pilotprojekt der Nationalen Stadtentwicklungspolitik des Bundesministeriums für Verkehr, Bau und Stadtentwicklung. Bis 2011 waren noch keine Umgestaltungsmaßnahmen umgesetzt worden, da sich das Projekt noch in der Planungs-, Diskussions- und Informationsphase befand. Im Juni 2012 begann die Umsetzung zunächst mit dem Rückbau des Verkehrskreisels am Klagesmarkt zu einer Kreuzung.

## Beschreibung
Die Straßenraumgestaltung von umzugestaltenden Plätzen sowie Räumen zieht sich quer durch die Innenstadt und betrifft vor allem den Conrad-Wilhelm-Hase-Platz vor der Christuskirche, den Klagesmarkt, die Goseriede (mit dem Alten St.-Nikolai-Friedhof), das Steintor, den Marstall, die Straßen Leibnizufer und Am Hohen Ufer entlang der Leine, den Friederikenplatz und den Köbelinger Markt, einem der ältesten historischen Orte in Hannover (der jedoch seit Jahrzehnten ein Parkplatz ist). Die Umgestaltungspläne wurden unter öffentlicher Beteiligung entworfen.
Mit der Bebauung über dem Tiefbunker unter dem Klagesmarkt sollte ursprünglich im Frühjahr 2011 begonnen werden. Stattdessen wurde der Bunker bis 2014 abgerissen und dann zunächst mit dem Bau der Tiefgarage begonnen. Anfang Dezember 2016 wurde das siebengeschossige Bürogebäude bezogen. Bis Ende 2017 wurden mehrere Wohn- und Gewerbegebäude errichtet. Der Platz gegenüber an der Goseriede wurde 2012 bis 2014 unter Einbeziehung der dortigen Teilfläche des Friedhofs erweitert und neugestaltet. Der Trammplatz wurde zwischen Juni 2014 und März 2015 neugestaltet. Am Hohen Ufer führten Vorbereitungen zur Wohnbebauung 2013 zu stadtarchäologischen Untersuchungen, dort wurde bis Herbst 2019 das Ufer saniert und neugestaltet und mehrere Hochbauprojekte verwirklicht. Auf zwei weitere Bauabschnitte südlich des Marstalltors mit maßvollen Umgestaltungsmaßnahmen wurde verzichtet. Am Marstallplatz im Bereich der früheren Hofmarställe am Hohen Ufer begannen 2015 Vorbereitungen zur Bebauung, 2019 wurde die Umgestaltung zum Park zwischen zwei Neubauten abgeschlossen.